# Zeugophora turneri
Zeugophora turneri is een keversoort uit de familie halstandhaantjes (Megalopodidae). De wetenschappelijke naam van de soort werd in 1863 gepubliceerd door Power.